# Vilasina pillula
Vilasina pillula is een tweekleppigensoort uit de familie van de Mytilidae. De wetenschappelijke naam van de soort is voor het eerst geldig gepubliceerd in 1960 door Bartsch in Scarlato.